# 豊中市立庄内よつば学園
豊中市立庄内よつば学園（とよなかしりつ しょうないよつばがくえん）は、大阪府豊中市千成町の公立義務教育学校で、2026年度春に開校予定。

## 沿革
- 2026年春 - 豊中市立庄内西小学校、豊中市立庄内南小学校、豊中市立千成小学校、豊中市立第七中学校が閉校し、移転開校として発足する予定。校舎は千成小学校と豊中市立千成こども園の跡地に建設される[1]。

## 通学区域
- 大島町1～3、島江町1～2、庄内宝町2（8番～10番）、庄本町1～4、千成町1～3、大黒町1～3、二葉町1～3、神州町、三和町1～4、日出町1～2、三国1～2[2]

## 校名
「庄内よつば学園」の選考理由として、豊中市は 4校の様々な人が集まった学校で、みんなと遊んだり触れ合ったりして交流して、みんなが幸せになってほしいこと、よつばのクローバーは「幸せの象徴」で、願い事が叶うと言われていること、皆が思いやり、助け合い、楽しく過ごせるようになどという願いが込められているとしている。

## 校歌
- 作詞：相花奈音[4][5]
- 作曲：西村由紀江[5][6]

2025年1月27日に作詞者・作曲者と豊中市の間で校歌受領式が行われ、同年3月3日に再編予定の各小中学校において披露された。

## 交通
- 三国駅 西へ約1.2km。